# Odontomyia carnifex
Odontomyia carnifex är en tvåvingeart som först beskrevs av Gerstaecker 1857.  Odontomyia carnifex ingår i släktet Odontomyia och familjen vapenflugor. Inga underarter finns listade i Catalogue of Life.